# Gymnothorax ypsilon
Gymnothorax ypsilon is een straalvinnige vissensoort uit de familie van murenen (Muraenidae). De wetenschappelijke naam van de soort is voor het eerst geldig gepubliceerd in 1992 door Hatooka & Randall.